# R-фрази
R-фрази е официалният превод на български език на понятието R-phrases (Risk phrases). То е съкращение от „предупреждения за опасност“.
Тези предупреждения се регламентират от Приложение III на Директива 67/548/EEC на Европейския съюз, допълнена и разширена от Директива 2006/102/EC. Пълният списък редовно се публикува и обновява тук.
Р-предупрежденията се отпечатват върху етикетите на всички опасни вещества и техните производни. Те все още не са глобално хармонизирани, но вече се работи в тази насока.
(Забележка: липсата на някой номер означава, че предупреждението е било заличено от списъка или заменено с друго)

## Основни R-фрази
- R1: Експлозивен в сухо състояние.
- R2: Риск от експлозия при удар, триене, огън или други източници на запалване.
- R3: Повишен риск от експлозия при удар, триене, огън или други източници на запалване.
- R4: Образува силно чувствителни експлозивни метални съединения.
- R5: Може да предизвика експлозия при нагряване.
- R6: Експлодира в или без присъствие на въздух.
- R7: Може да предизвика пожар.
- R8: Пожароопасен при контакт с горими материали.
- R9: Експлозивен при смесване с горими материали.
- R10: Запалим.
- R11: Леснозапалим.
- R12: Изключително лесно запалим.
- R14: Реагира бурно с вода.
- R15: При контакт с вода се отделят запалими газове.
- R16: Експлозивен при смесване с оксидиращи вещества.
- R17: Самозапалва се в присъствие на въздух.
- R18: При употреба може да образува запалима или експлозивна паровъздушна смес.
- R19: Може да образува експлозивни пероксиди.
- R20: Вреден при вдишване.
- R21: Вреден при контакт с кожата.
- R22: Вреден при поглъщане.
- R23: Токсичен при вдишване.
- R24: Токсичен при контакт с кожата.
- R25: Токсичен при поглъщане.
- R26: Силно токсичен при вдишване.
- R27: Силно токсичен при контакт с кожата.
- R28: Силно токсичен при поглъщане.
- R29: При контакт с вода се отделя токсичен газ.
- R30: Може да стане лесно запалим при употреба.
- R31: При контакт с киселини отделя токсичен газ.
- R32: При контакт с киселини отделя силно токсичен газ.
- R33: Опасност от кумулативни ефекти.
- R34: Предизвиква изгаряния.
- R35: Предизвиква тежки изгаряния.
- R36: Дразни очите.
- R37: Дразни дихателните пътища.
- R38: Дразни кожата.
- R39: Опасност от много тежки необратими ефекти.
- R40: Съществуващи, но недостатъчни данни за канцерогенен ефект.
- R41: Риск от тежко увреждане на очите.
- R42: Възможна е сенсибилизация при вдишване.
- R43: Възможна е сенсибилизация при контакт с кожата.
- R44: Риск от експлозия при нагряване в затворено пространство.
- R45: Може да причини рак.
- R46: Може да причини наследствено генетично увреждане.
- R48: Опасност от тежко увреждане на здравето при продължителна експозиция.
- R49: Може да причини рак при вдишване.
- R50: Силно токсичен за водни организми.
- R51: Токсичен за водни организми.
- R52: Вреден за водни организми.
- R53: Може да причини дълготрайни неблагоприятни ефекти във водната среда.
- R54: Токсичен за флората.
- R55: Токсичен за фауната.
- R56: Токсичен за организмите в почвата.
- R57: Токсичен за пчелите.
- R58: Може да причини дълготрайни неблагоприятни ефекти върху околната среда.
- R59: Опасен за озоновия слой.
- R60: Може да увреди възпроизводителната функция.
- R61: Може да увреди плода при бременност.
- R62: Възможен риск от увреждане на възпроизводителната функция.
- R63: Възможен риск от увреждане на плода при бременност.
- R64: Може да причини увреждане на здравето на кърмачета.
- R65: Вреден: може да причини увреждане на белите дробове при поглъщане.
- R66: Повтарящата се експозиция може да предизвика сухота или напукване на кожата.
- R67: Парите могат да предизвикат сънливост и световъртеж.
- R68: Възможен риск от необратими ефекти.

## Комбинации
- R14/15: Реагира бурно с вода и се отделят запалими газове.
- R15/29: При контакт с вода се отделят токсични и запалими газове.
- R20/21: Вреден при вдишване и при контакт с кожата.
- R20/21/22: Вреден при вдишване, при контакт с кожата и при поглъщане.
- R20/22: Вреден при вдишване и при поглъщане.
- R21/22: Вреден при контакт с кожата и при поглъщане.
- R23/24: Токсичен при вдишване и при контакт с кожата.
- R23/24/25: Токсичен при вдишване, при контакт с кожата и при поглъщане.
- R23/25: Токсичен при вдишване и при поглъщане.
- R24/25: Токсичен при контакт с кожата и при поглъщане.
- R26/27: Силно токсичен при вдишване и при контакт с кожата.
- R26/27/28: Силно токсичен при вдишване, при контакт с кожата и при поглъщане.
- R26/28: Силно токсичен при вдишване и при поглъщане.
- R27/28: Силно токсичен при контакт с кожата и при поглъщане.
- R36/37: Дразни очите и дихателните пътища.
- R36/37/38: Дразни очите, дихателните пътища и кожата.
- R36/38: Дразни очите и кожата.
- R37/38: Дразнещо дихателната система и кожата.
- R39/23: Токсичен: опасност от много тежки необратими ефекти при вдишване.
- R39/23/24: Токсичен: опасност от много тежки необратими ефекти при вдишване и при контакт с кожата.
- R39/23/24/25: Токсичен: опасност от много тежки необратими ефекти при вдишване, при контакт с кожата и при поглъщане.
- R39/23/25: Токсичен: опасност от много тежки необратими ефекти при вдишване и при поглъщане.
- R39/24: Токсичен: опасност от много тежки необратими ефекти при контакт с кожата.
- R39/24/25: Токсичен: опасност от много тежки необратими ефекти при контакт с кожата и при поглъщане.
- R39/25: Токсичен: опасност от много тежки необратими ефекти при поглъщане.
- R39/26: Силно токсичен: опасност от много тежки необратими ефекти при вдишване.
- R39/26/27: Силно токсичен: опасност от много тежки необратими ефекти при вдишване и при контакт с кожата.
- R39/26/27/28: Силно токсичен: опасност от много тежки необратими ефекти при вдишване, при контакт с кожата и при поглъщане.
- R39/26/28: Силно токсичен: опасност от много тежки необратими ефекти при вдишване и при поглъщане.
- R39/27: Силно токсичен: опасност от много тежки необратими ефекти при контакт с кожата.
- R39/27/28: Силно токсичен: опасност от много тежки необратими ефекти при контакт с кожата и при поглъщане.
- R39/28: Силно токсичен: опасност от много тежки необратими ефекти при поглъщане.
- R42/43: Възможна е сенсибилизация при вдишване и при контакт с кожата.
- R48/20: Вреден: опасност от тежко увреждане на здравето при продължителна експозиция чрез вдишване.
- R48/20/21: Вреден: опасност от тежко увреждане на здравето при продължителна експозиция чрез вдишване и при контакт с кожата.
- R48/20/21/22: Вреден: опасност от тежко увреждане на здравето при продължителна експозиция чрез вдишване, при контакт с кожата и при поглъщане.
- R48/20/22: Вреден: опасност от тежко увреждане на здравето при продължителна експозиция чрез вдишване и при поглъщане.
- R48/21: Вреден: опасност от тежко увреждане на здравето при продължителна експозиция при контакт с кожата.
- R48/21/22: Вреден: опасност от тежко увреждане на здравето при продължителна експозиция при контакт с кожата и при поглъщане.
- R48/22: Вреден: опасност от тежко увреждане на здравето при продължителна експозиция при поглъщане.
- R48/23: Токсичен: опасност от тежко увреждане на здравето при продължителна експозиция чрез вдишване.
- R48/23/24: Токсичен: опасност от тежко увреждане на здравето при продължителна експозиция чрез вдишване и при контакт с кожата.
- R48/23/24/25: Токсичен: опасност от тежко увреждане на здравето при продължителна експозиция чрез вдишване, при контакт с кожата и при поглъщане.
- R48/23/25: Токсичен: опасност от тежко увреждане на здравето при продължителна експозиция чрез вдишване и при поглъщане.
- R48/24: Токсичен: опасност от тежко увреждане на здравето при продължителна експозиция при контакт с кожата.
- R48/24/25: Токсичен: опасност от тежко увреждане на здравето при продължителна експозиция при контакт с кожата и при поглъщане.
- R48/25: Токсичен: опасност от тежко увреждане на здравето при продължителна експозиция при поглъщане.
- R50/53: Силно токсичен за водни организми, може да причини дълготрайни неблагоприятни ефекти във водната среда.
- R51/53: Токсичен за водни организми, може да причини дълготрайни неблагоприятни ефекти във водната среда.
- R52/53: Вреден за водни организми, може да причини дълготрайни неблагоприятни ефекти във водната среда.
- R68/20: Вреден: възможен риск от необратими ефекти при вдишване.
- R68/20/21: Вреден: възможен риск от необратими ефекти при вдишване и при контакт с кожата.
- R68/20/21/22: Вреден: възможен риск от необратими ефекти при вдишване, при контакт с кожата и при поглъщане.
- R68/20/22: Вреден: възможен риск от необратими ефекти при вдишване и при поглъщане.
- R68/21: Вреден: възможен риск от необратими ефекти при контакт с кожата.
- R68/21/22: Вреден: възможен риск от необратими ефекти при контакт с кожата и при поглъщане.
- R68/22: Вреден: възможен риск от необратими ефекти при поглъщане.

## R-фрази, които повече не се използват
- R13: Изключително силно запалим втечнен газ.
- R47: Може да предизвика вродени дефекти.